# Praha jih (odstavné nádraží)
Praha jih (v prohlášení o dráze označované též názvem Praha Jih, dříve užíván v prohlášení o dráze též název Praha ONJ, jinak užívány též názvy odstavné nádraží Jih, ve služebních pomůckách[zdroj?] Praha odstavné nádraží) v Praze je odstavné nádraží v Michli, částečně zasahuje též do Záběhlic. Je komplexem zařízení pro zajištění provozního servisu, čištění, údržby a vystrojení vlakových souprav osobní železniční dopravy, a to jak příměstské v okolí Prahy, tak i dálkové. Bylo vybudováno v letech 1961–1999. Lze přiřadit k budově s adresou Chodovská 1476/3b. Organizačně spadá pod Depo kolejových vozidel Praha. 1. března 2017 byla provozní jednotka přejmenována z Provozní jednotky ONJ (odstavné nádraží jih) na PJj (Provozní jednotka jih).[zdroj?]

## Historie a popis
Odstavné nádraží Praha ONJ bylo vybudováno na základě koncepce přestavby pražského železničního uzlu, na které se dohodlo roku 1959 hlavní město Praha s ministerstvem dopravy a která byla vyjádřena v usnesení československé vlády č. 928/1960 z 12. října 1960. Osobní doprava měla být v Praze soustředěna na hlavní nádraží. Odstavování a servisní činnosti pro osobní dopravu měly být soustředěny do odstavných nádraží Sever a Jih, nákladní doprava měla být svedena do jediného hlavního seřaďovacího nádraží ve Vršovicích. Odstavné nádraží sever, jehož výstavba bylo plánována nejdříve do Libně, později do Běchovic, nakonec zřízeno nikdy nebylo. V roce 2000 bylo z důvodu útlumu nákladní železniční dopravy rozhodnuto i o zrušení vršovického seřaďovacího nádraží pro nákladní dopravu. Odstavné nádraží jih bylo na rozdíl od toho skutečně vybudováno.
Výstavba začala v říjnu 1961, hlavní část byla dokončena v prosinci 1971, kdy bylo propojeno bohdaleckým průkopem souběžně s nuselsko-modřanskou dráhou s vršovickým osobním nádražím.
Při vytváření násypů a výkopů železničního spodku bylo přemístěno 197 000 m3 zeminy. V první etapě byla vybudována vjezdová (západní spojovací kolej a zhlaví) a střední skupina, k nimž patří i výtažná a fekální kolej, celkem 22,3 km kolejí a 151 výhybek, přijímací budova, ústřední stavědlo a další tři stavědla, místo pro provozní ošetření lokomotiv, 8,7 km komunikačních kabelů, 5 km vodovodů a 5 km kanalizací.
Od roku 1969 do prosince 1978 probíhala druhá etapa výstavby. K ní patřila tunelová myčka s čistírnou odpadních vod, hlavní hala pro provozní ošetření vlakových souprav s průjezdnými kolejemi a dvě rychlomyčky. Bylo dokončeno zatrolejování celého kolejiště vybudovaného v první etapě a vybudovány osvětlovací věže. Od roku 1974 do prosince 1988 byla budována spalovna odpadků z osobních vozů a parní kotelna. Od května 1974 do prosince 1977 bylo dokončeno kolejiště střední skupiny i s elektrickým ohřevem. Rovněž od května 1974 do prosince 1977 byly vybudovány ubytovny pro vlakový personál s kapacitou 344 lůžek. V červenci 1979 začalo být budováno depo jídelních a lůžkových vozů – provozní budova s výrobnou jídel a polotovarů, výrobna blokového ledu, prádelna, hala pro zbrojení vozů a související kolejiště. Od listopadu 1984 do září 1989 byl budován přívodní řad pitné vody.
V letech 1978–1982 bylo vybudováno 150 m široké přemostění Botiče železobetonovou deskou. Záběhlická ulice byla přeložena na nový most překlenující kolejiště. Od září 1982 do listopadu 1989 bylo vybudováno 26 kusých kolejí s prozatímním ukončením před Botičem. Od dubna 1990 do prosince 1999 byly zprovozněny 4 průjezdné koleje a jedna kusá. Roku 1998 byla dokončeno napojení spojky do vršovického seřaďovacího nádraží přes Slatiny. V prosinci 1999 bylo dobudováno dalších 7 průjezdných a 1 kusá kolej. Pro řízení provozu byla vybudována nová výpravní budova (stavědlo „odjezd“).
České dráhy v roce 2007 měly do budoucna záměr do areálu nastěhovat i další provozy. Od 1. dubna 2006 do 31. října 2007 byl budován nový mycí tunel o délce 91,2 m za 296 milionů korun. Po požáru odstavených vozů v roce 2006 byla od roku 2007 byla také výrazně posílena ostraha areálu proti zlodějům kovů, sprejerům a bezdomovcům. Areál byl oplocen, vybaven 15 průmyslovými kamerami, z toho 4 otočnými, a je střežen bezpečnostní agenturou.
Hala 518 je vyhrazena pro soupravy Pendolino řady 680, v nepřetržitém provozu se zde střídá 157 údržbářů, jsou zde pracoviště elektroniků, zámečníků, defektoskopie soukolí a další specialisté. Hala 512 slouží k provozní údržbě elektrických souprav systému Esko; pracuje zde 51 údržbářů a je zde i elektronická dílna.
Kolejiště nádraží je uspořádáno jako kolejová smyčka a umožňuje v případě potřeby pouhým průjezdem snadno otočit soupravu. V běžném provozu jsou však soupravy orientovány stále stejně.
Úsek mezi žst. Praha-Vršovice seř. n. (odj. skupina) a Praha Jih je veden jako součást celostátní dráhy, avšak neprovozuje jej Správa železnic, ale České dráhy a.s. Je to jednokolejná trať o délce 0,95 km, napájení 3 kV, traťová rychlost 60 km/h, na dvou místech zaústěna do dráhy Správy železnic, a doprava je zde organizována jak formou jízdy vlaku, tak formou posunu mezi dopravnami.
Trať, která vede kolem Slatin a je zaústěná do trati Praha – Benešov u Prahy u Edenu, je sice stavebně dvoukolejná (těleso i trakční stožáry jsou na to připraveny), nicméně postavena je pouze jedna kolej. Spolu s nedokončeným zhlavím pod mostem Záběhlické ulice tak toto místo tvoří úzké hrdlo odstavného nádraží. V plánu je zdvoukolejnění trati.

## Další fotografie

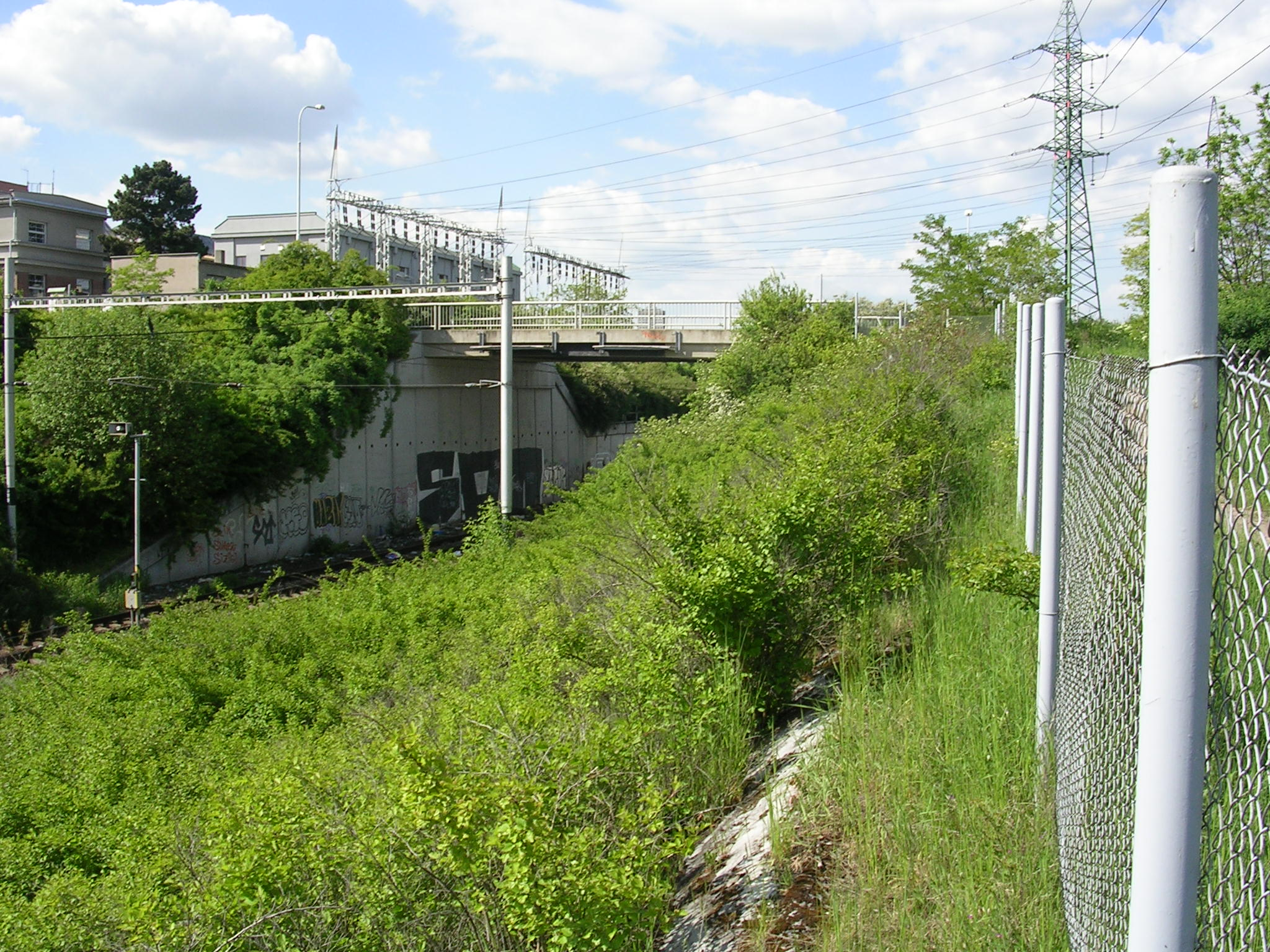
Propojovací trať pod můstkem ulice Nad Vršovskou horou u Slatin.
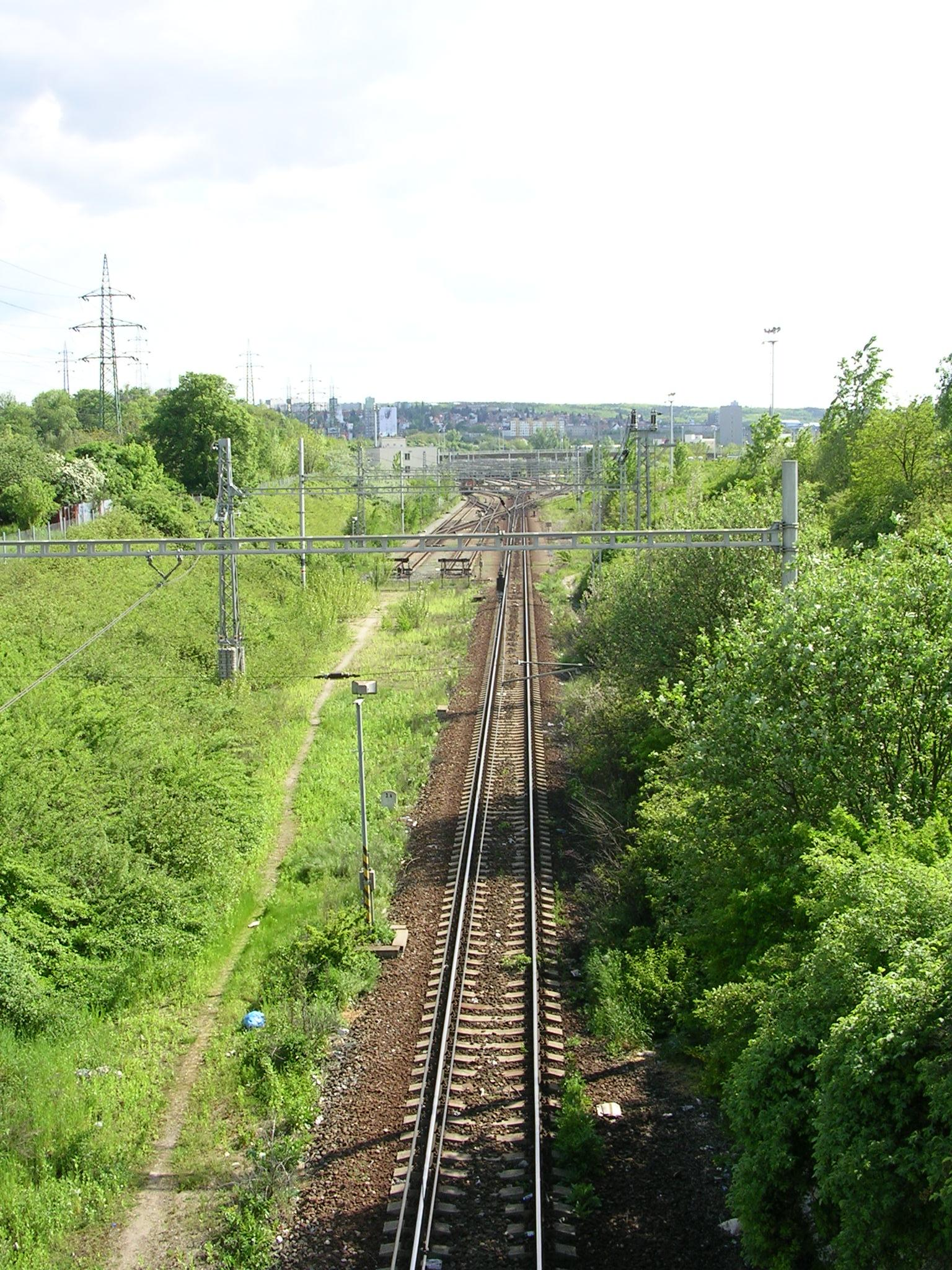
Severovýchodní zhlaví Odstavného nádraží jih
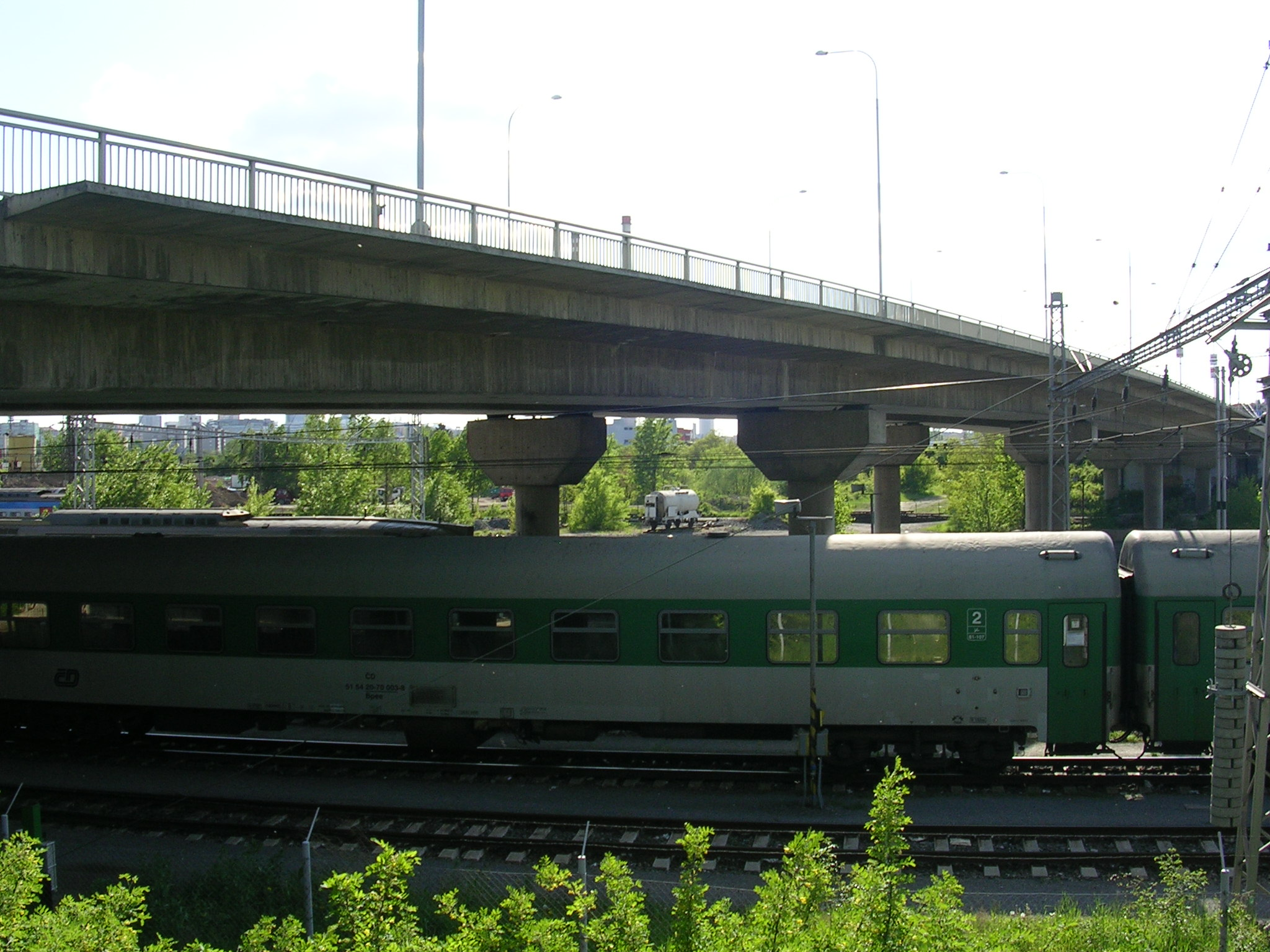
Přemostění Záběhlickou ulicí.
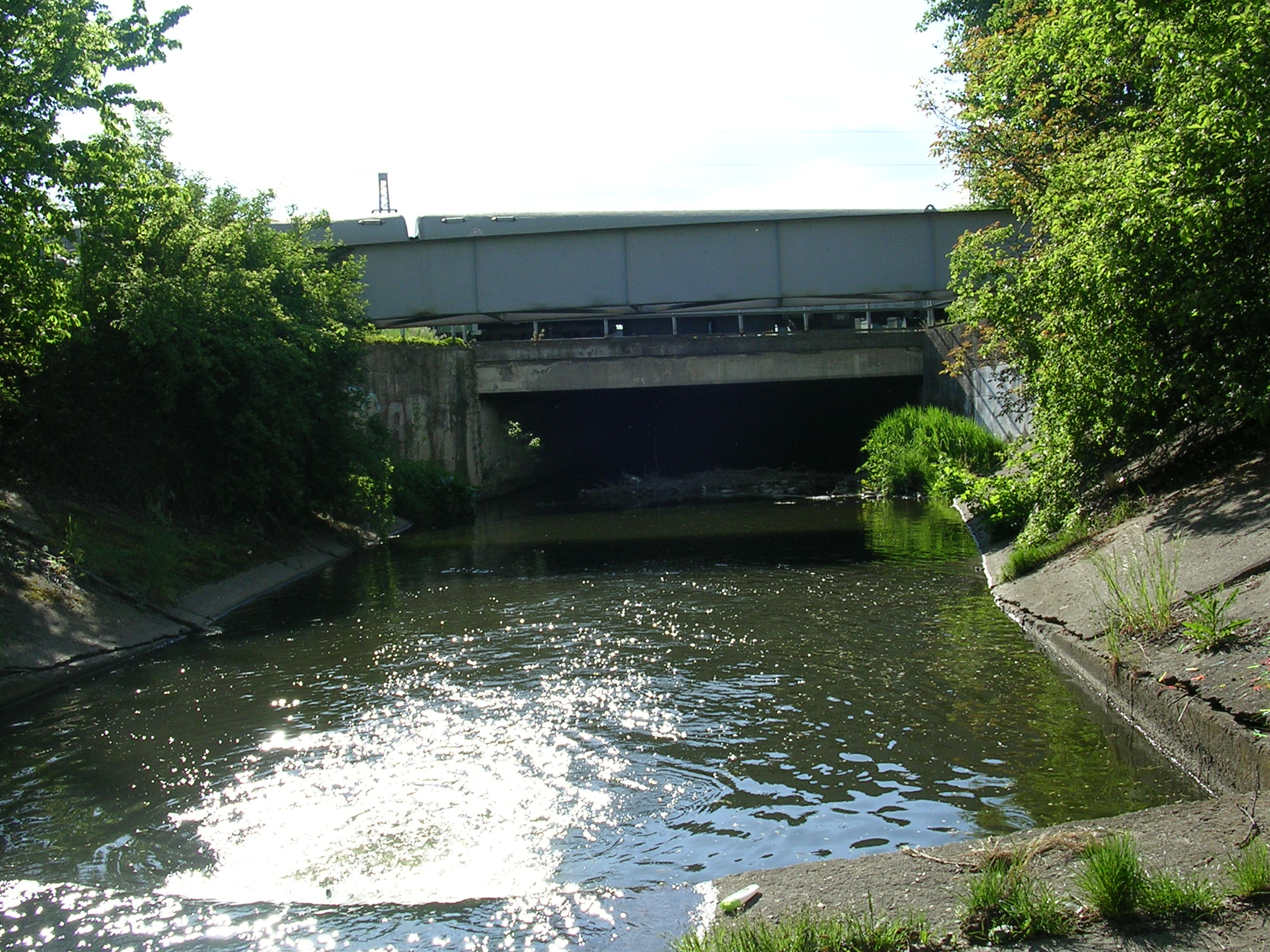
Tunel Botiče pod východní větví nádraží.
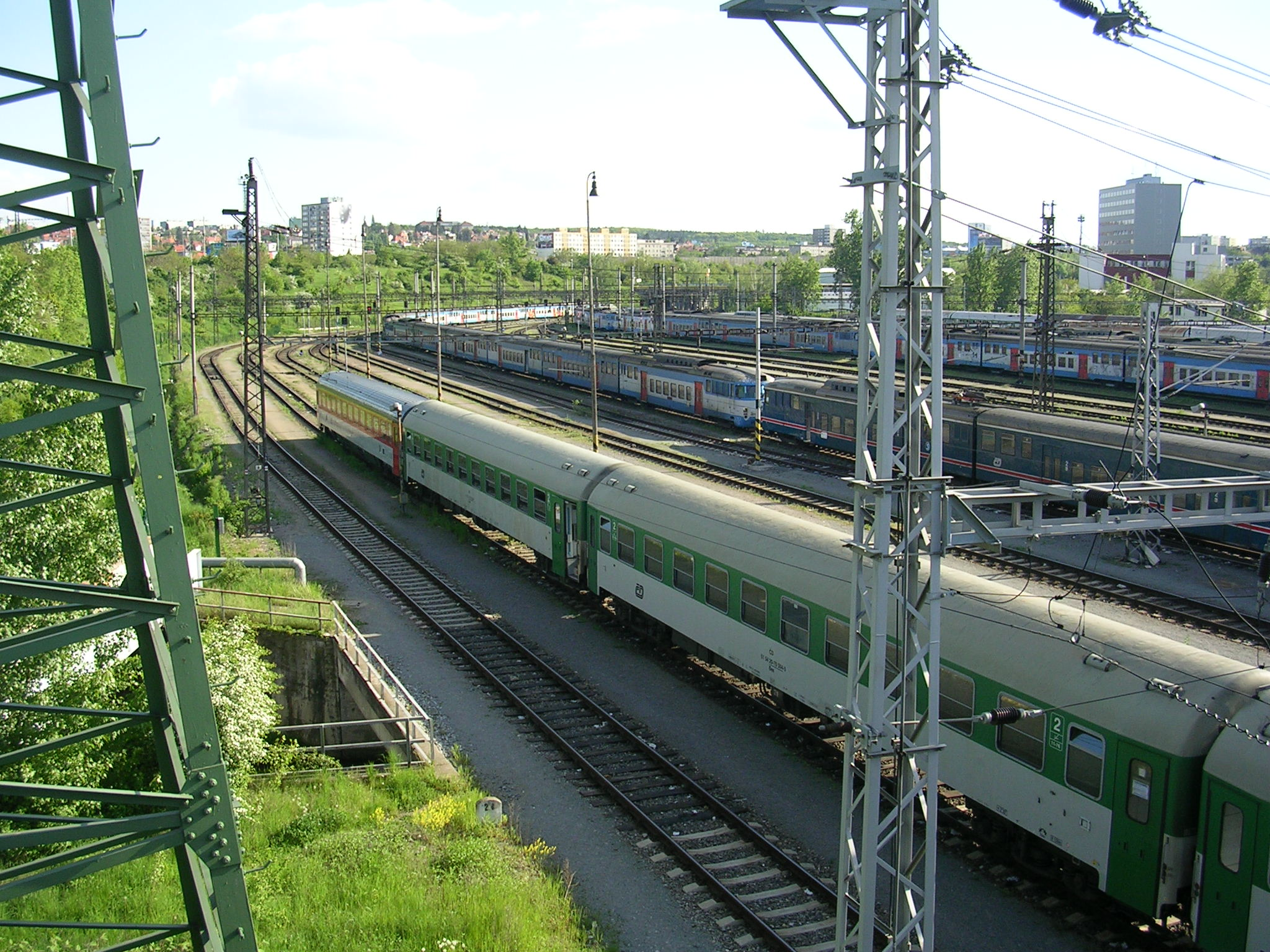
Pohled od Záběhlic. Vlevo v popředí zaústění Botiče pod nádraží.
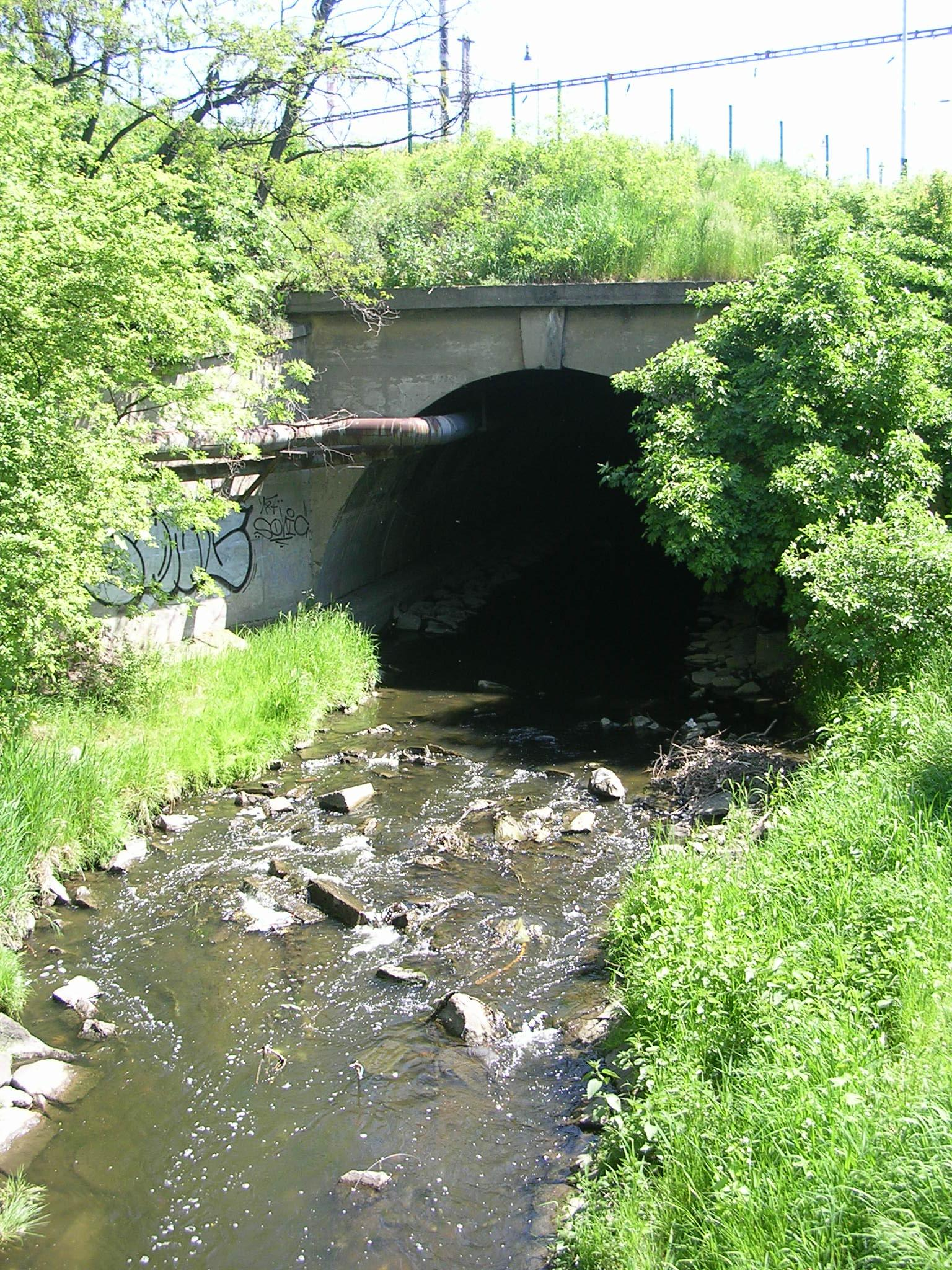
Tunel Botiče pod západní větví nádraží.
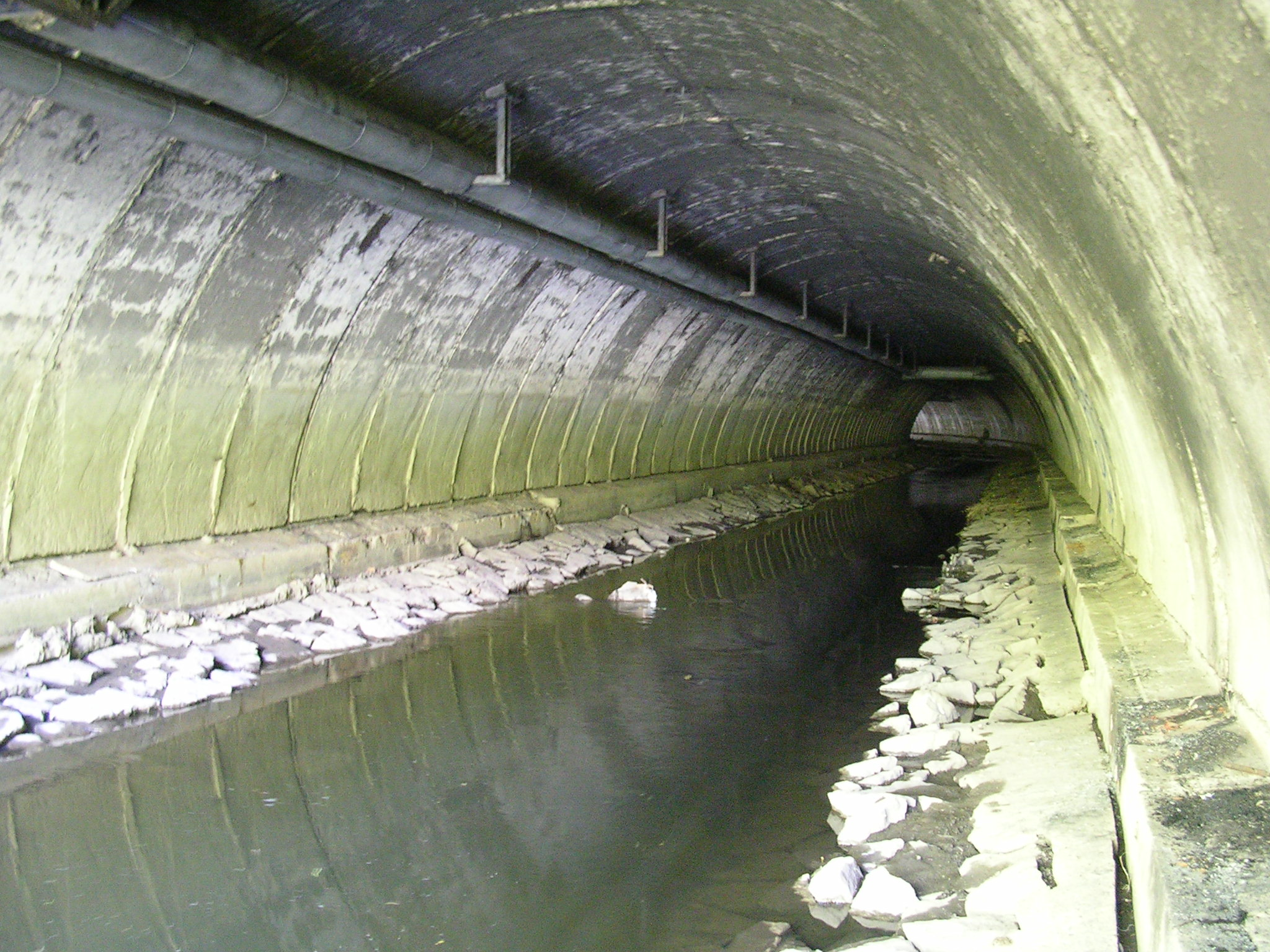
Tunel Botiče pod západní větví nádraží.
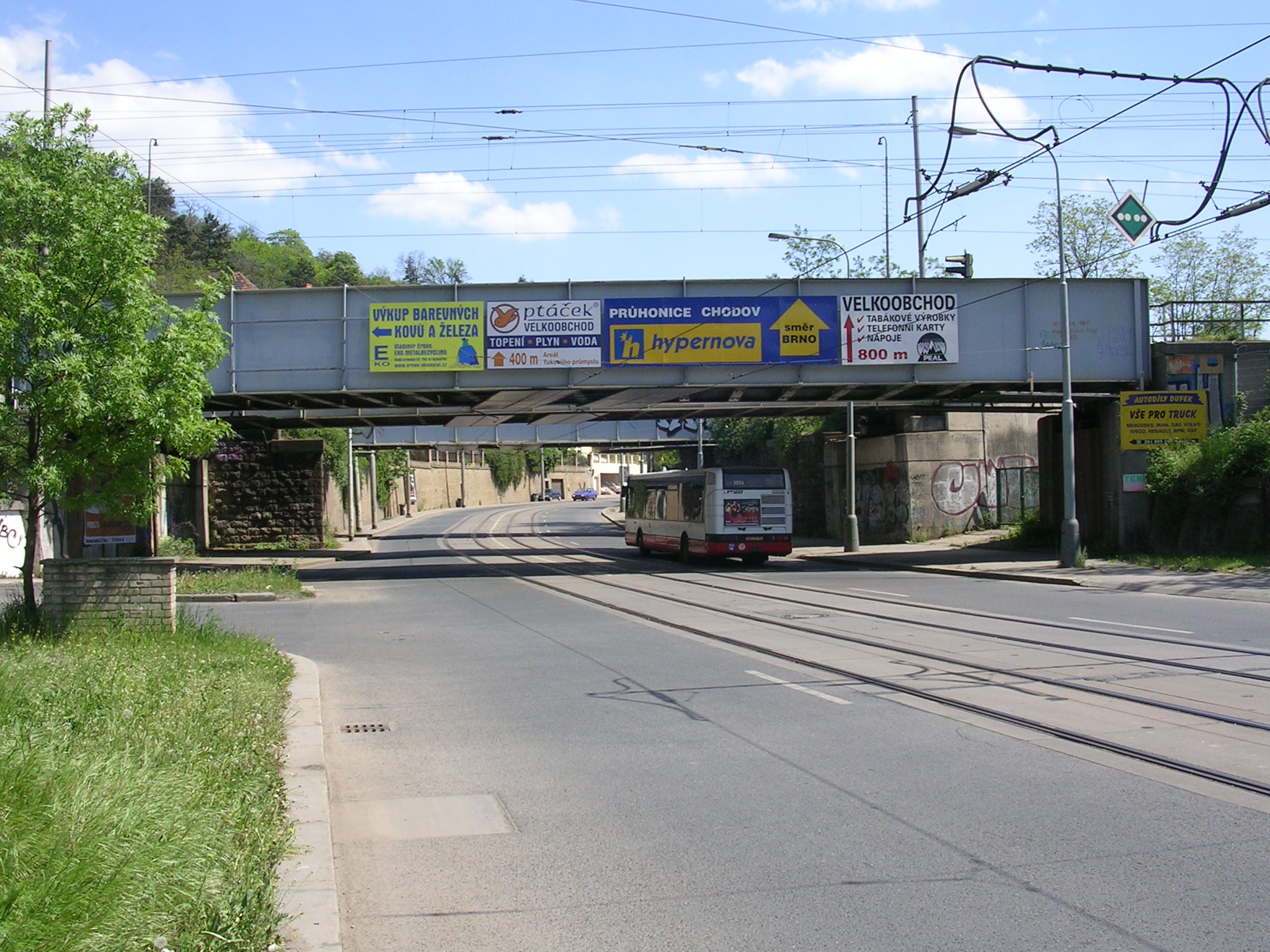
Mosty přes ulici U plynárny, pravá kolej vede na odstavné nádraží.
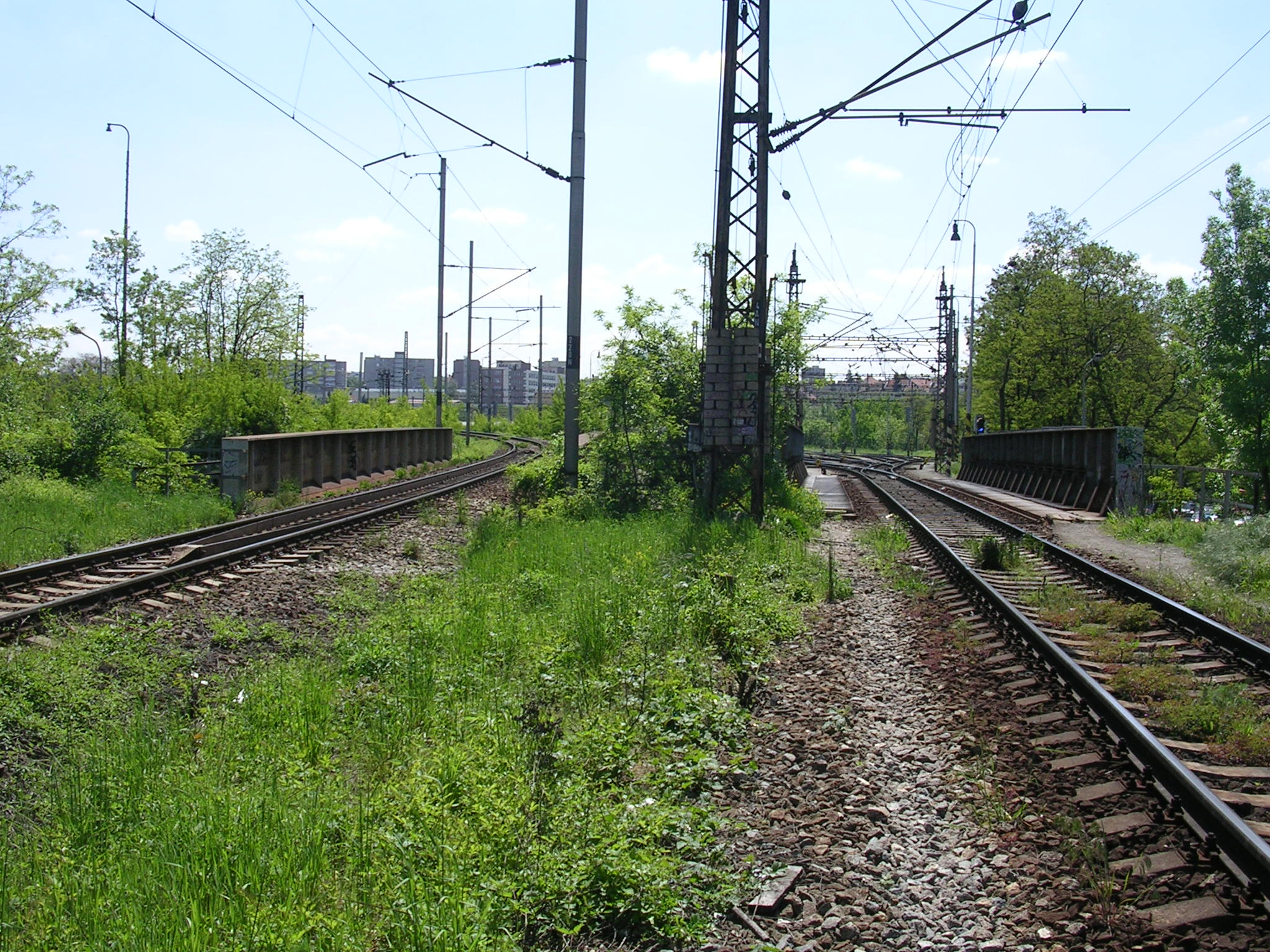
Pohled od průkopu Bohdalce na mosty přes ulici U plynárny.
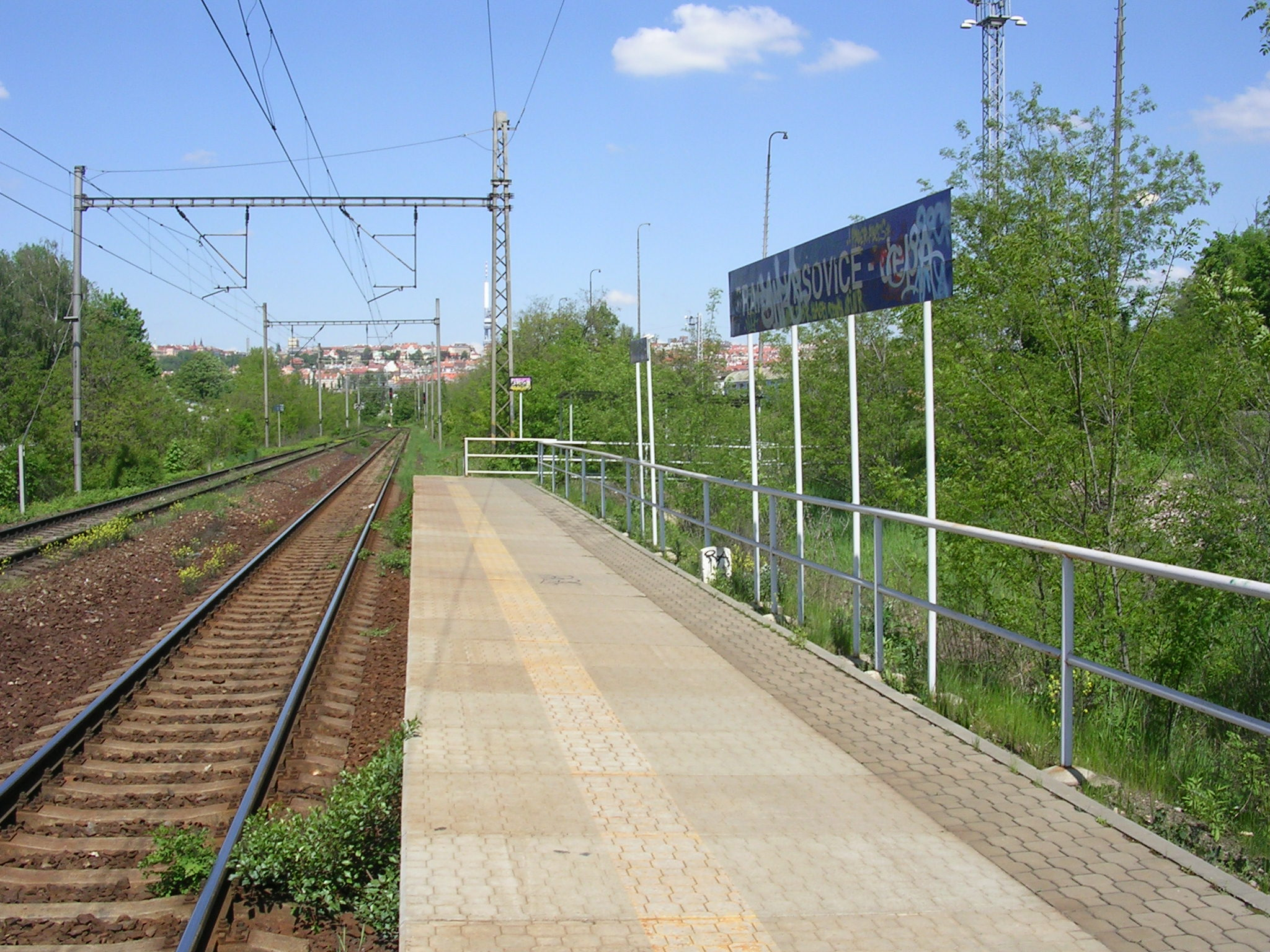
Služební zastávka Praha-Vršovice depo. Levá kolej vede od odstavného nádraží, pravá kolej patří k trati 210.